# 罗马内勒叙洛桑
罗马内勒叙洛桑（法語：Romanel-sur-Lausanne，法語發音：[ʁɔmanɛl syʁ lɔzan] ⓘ，意为“洛桑上方的罗马内勒”）是瑞士沃州的一个市镇，属于洛桑区。罗马内勒叙洛桑的总面积为2.88平方公里，截至2018年12月31日总人口为3,309人。